# Periscelis wheeleri
Periscelis wheeleri is een vliegensoort uit de familie van de Periscelididae. De wetenschappelijke naam van de soort is voor het eerst geldig gepubliceerd in 1923 door Sturtevant.